# Stephen Stills Live
Pour les articles homonymes, voir Liste des albums intitulés Live.
 (septembre 2018).
Si vous disposez d'ouvrages ou d'articles de référence ou si vous connaissez des sites web de qualité traitant du thème abordé ici, merci de compléter l'article en donnant les références utiles à sa vérifiabilité et en les liant à la section « Notes et références ».
Albums de Stephen Stills
Stills
(1975) Illegal Stills
(1976)
Stephen Stills Live est le premier album live de Stephen Stills, publié par Atlantic en 1975. 

## L'album

### Contexte
L'album, issus d'un concert donné en 1974, a été publié par la société Atlantic après que Stephen Stills ait quitté le label pour Columbia. Il a culminé à la position #42 sur le Billboard 200 et est actuellement épuisé. Il a été enregistré lors de sa première tournée solo en trois ans après l'éclatement de son groupe Manassas. Sa maison de disque a enregistré les concerts des deux soirs à l'Auditorium Theatre de Chicago, pour un album live potentiel.

### Liste des pistes
Toutes les chansons sont écrites et composées par Stephen Stills, sauf indication contraire.
| 1. | Wooden Ships | - S. Stills - D. Crosby - P. Kantner                       | 6:32 |
| 2. | 4 Days Gone |                                                            | 3:55 |
| 3. | Medley : - a). Jet Set (Sigh) - 1re partie - b). Rocky Mountain Way - c). Jet Set (Sigh) - Conclusion - d). Special Care | - b). J. Vitale - J. Walsh - R. Grace - K. Passarelli (it) | 9:01 |

| 1. | Change Partners                                    |                                        | 2:53 |
| 2. | Medley : - a). Crossroads - b). You Can't Catch Me | - a). Robert Johnson - b). Chuck Berry | 4:41 |
| 3. | Everybody's Talkin' at Me (Midnight Cowboy)        | Fred Neil                              | 2:42 |
| 4. | 4 + 20                                             |                                        | 2:27 |
| 5. | Word Game                                          |                                        | 4:07 |

## Musiciens

### Face A: Electric side
- Stephen Stills – piano (A2), guitare électrique, chant
- Donnie Dacus – chœurs (A1), guitare électrique
- Jerry Aiello – orgue Hammond
- Kenny Passarelli (it) – basse[2], chœurs (A1)
- Russ Kunkel – batterie
- Joe Lala (sauf A2) – percussions

### Face B: Acoustic side
- Stephen Stills - chant, guitare acoustique